# Como animales (canción de Santé Les Amis)
Como Animales, es una canción escrita por la banda uruguaya Santé Les Amis.
La canción es la primera del disco Sueño animal que tiene 11 temas en total, cantados en español e inglés. Es el primer sencillo es Como Animales.
La canción Como Animales fue nominada y obtuvo el galardón como mejor canción 2019 en los Premios Graffiti.